# Batalhão Nachtigall
O Batalhão Nachtigall (em alemão:  Battalion Ukrainische Gruppe Nachtigall), oficialmente conhecido como Grupo Especial Nachtigall, era uma subunidade sob o comando do Abwehr da unidade especial Lehrregiment "Brandenburg" z.b.V. 800.  Juntamente com o Batalhão Roland foi uma das duas formações militares formadas em 25 de Fevereiro de 1941 pelo chefe do Abwehr Wilhelm Franz Canaris, que autorizou a criação da "Legião Ucraniana" sob o comando alemão. A maioria dos seus membros eram os cidadãos da Polónia de origem ucraniana, leais à Organização dos Nacionalistas Ucranianos liderada pelo Stepan Bandera.
Em Novembro de 1941 na Alemanha o pessoal ucraniano da Legião foi reorganizado em 201° Batalhão Schutzmannschaft. O batalhão contava com 650 pessoas, que serviram um ano em Belarus, antes do desmembramento da sua unidade.
Muitos dos seus membros, especialmente os oficiais se juntaram ao Exército Insurreto Ucraniano, outros 14 membros se juntaram à SS-Freiwilligen-Schützen-Division «Galizien» na primavera de 1943.

## Formação e treino
Na Primavera de 1941 a Legião Ucraniana foi reorganizada em duas unidades. Uma das unidades foi conhecida como Batalhão Nachtigall, a segunda unidade recebeu o nome de Batalhão Roland.
O Batalhão Nachtigall recebeu o seu treino na cidade de Neuhammer nos arredores de Schlessig. O seu comandante ucraniano era Roman Shukhevych e o comandante alemão Theodor Oberländer. Mais tarde, Oberländer tornou-se o Ministro de Imigração da República Federal da Alemanha. O Batalhão Nachtigall usava a uniforme padrão do Wehrmacht. Antes da sua entrada em Lviv, os soldados e oficiais colocaram a faixa azul – amarela em um dos braços.

## Guerra contra a URSS
Quatro dias antes de ataque contra a URSS, o Batalhão aproximou-se à fronteira entre a Alemanha e URSS. Na noite de 23–24 de Junho de 1941, o Batalhão atravessou a fronteira nas arredores de cidade de Przemyśl e marchou até Lviv. 
O Batalhão Nachtigall viajou na companhia da Divisão Panzer-Jaeger e alguns tanques do Batalhão seguiram em direcção à Radymno-Lviv-Ternopil-Proskuriv-Vinnytsia. 

### Lviv
Como parte do 1° Batalhão Brandenberg, os primeiros soldados do Batalhão Nachtigall entraram em Lviv no dia 29 de Junho.
O Batalhão se encarregou de assegurar a guarnição de objectos estratégicos, como a estação de rádio na colina de Vysoky Zamok no centro de Lviv. A partir desta estação de rádio, foi proclamado o Acto de Independência da Ucrânia.
Os soldados e oficiais do Batalhão Nachtigall participaram e organizaram a Declaração da Independência da Ucrânia de 1941 proclamada pelo Dr. Yaroslav Stetsko no dia 30 de Junho de 1941. O capelão de Batalhão Ivan Hrynokh discursou no fim da proclamação da Independência. A administração alemã não apoiou a iniciativa, mas não desencadeou a repressão contra os ucranianos até os meados de Setembro de 1941.
A primeira companhia do Batalhão Nachtigall deixou Lviv juntamente com o Batalhão Brandenburg no dia 7 de Julho em direcção de Zolochiv. Os restantes camaradas se juntaram a unidade durante a sua marcha até Zolochiv, Ternopil e Vinnytsia. A unidade participou nos combates na Linha de Stalin, onde alguns membros do Batalhão foram condecorados pelas medalhas alemãs.
Os alemães se recusaram a aceitar a proclamação da independência da Ucrânia do dia 30 de Junho de 1941, sob os auspícios de OUN(B). Como resultado, o Batalhão foi conduzido até Cracow e desarmado no dia 15 de Agosto de 1941. Mais tarde, juntamente com Batalhão Roland foi transformado em 201° Batalhão Schutzmannschaft.

## Avaliação
O historiador russo Sergey Chuyev defende que OUN conseguiu o seu objectivo principal – os 600 pessoas receberem o treino e a experiência militar, tornando-se mais tarde os instrutores e comandantes do recém-formado Exército Insurreto Ucraniano.
Durante a sua história, o Batalhão Nachtigall teve 39 baixas e 40 soldados foram feridos.

## Controvérsia

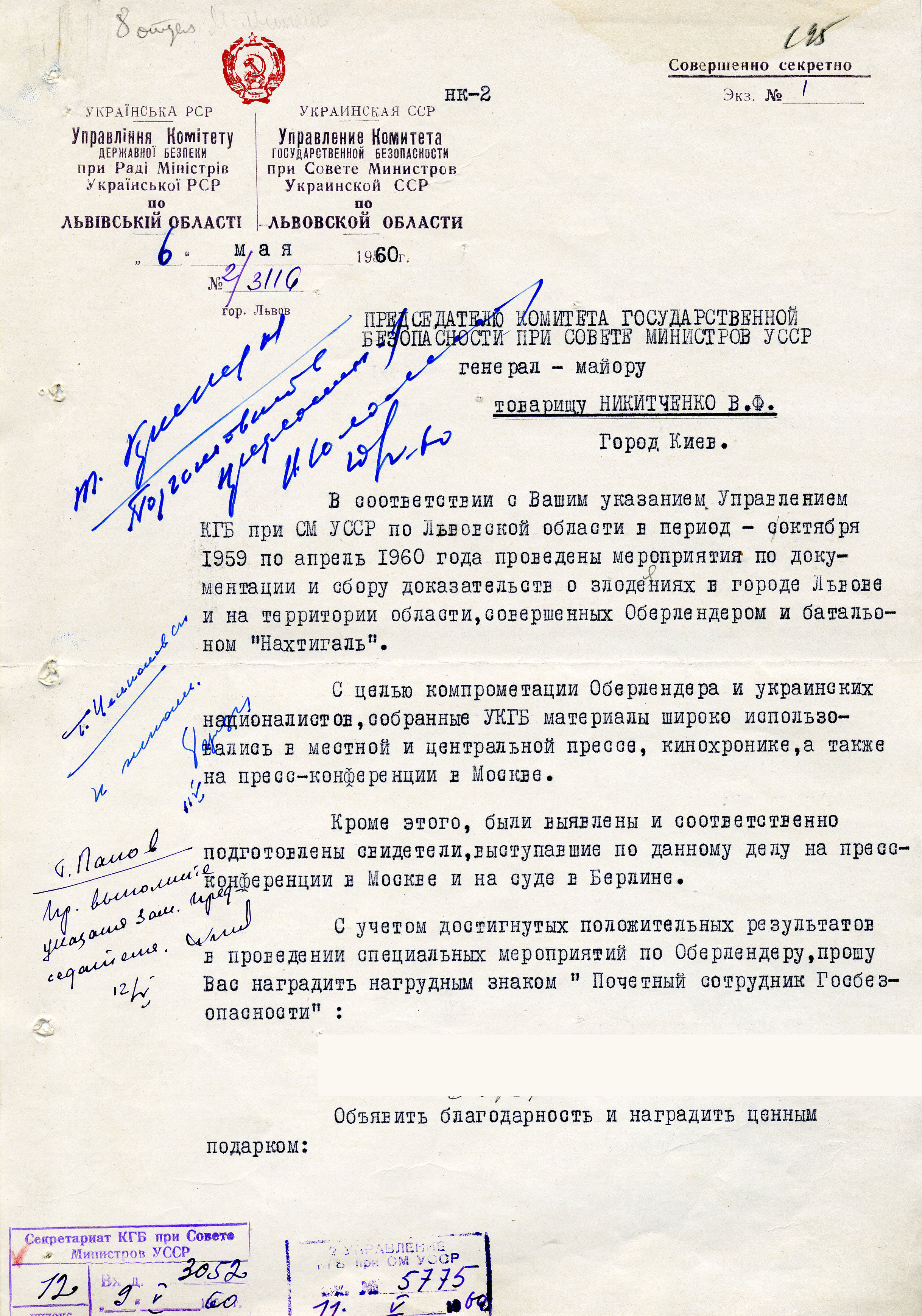
Os documentos falsos da KGB na acção contra Theodor Oberländer e Nachtigall ucraniano (1959).

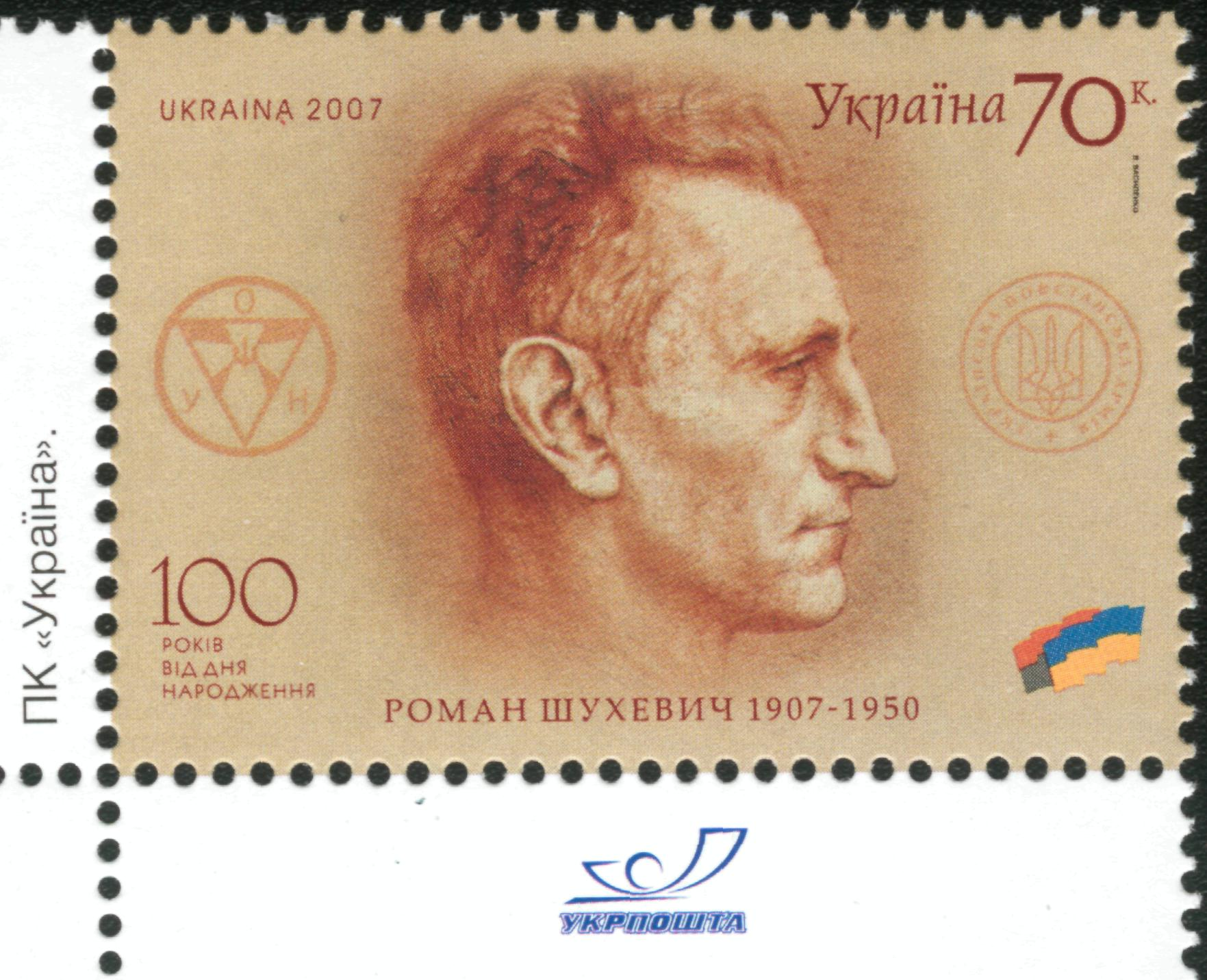
O selo postal ucraniano (2007) em honra do Roman Shukhevych no seu 100° aniversário

Investigação Canadiana: Envolvimento do qualquer membro do Batalhão Nachtigall nos crimes de guerra não foi estabelecido. A Comissão Canadiana de Criminosos de Guerra em Canadá (Deschênes Commission) estudou as alegações contra os cidadãos residentes em Canadá e não pronunciou nenhum ex-membro do Batalhão Nachtigall. Além disso, concluiu, que as unidades que colaboraram com os nazis não deveriam ser indiciados como um grupo e mera participação em tais unidades não é suficiente para justificar o procedimento criminal.
Opinião Mundial: Uma Comissão Internacional sediada em Haia na Holanda em 1959 conduziu uma investigação independente. Os seus membros eram quatro activistas anti-nazi, o advogado norueguês Hans Cappelen, ex – Ministro dos Negócios Estrangeiros da Dinamarca e chefe do Parlamento dinamarquês Ole Bjørn Kraft, socialista holandês Karel van Staal, professor do Direito da Bélgica Flor Peeters e jurista e membro do parlamento suíço Kurt Scoch. Após as entrevistas com várias testemunhas ucranianas entre Novembro de 1959 e Março de 1960, a Comissão concluiu: "Após quatro meses de investigações e da avaliação de 232 declarações de testemunhas em todos os círculos envolvidos, pode ser estabelecido que as acusações contra o Batalhão Nachtigall e contra o Tenente e actual Ministro Federal Oberländer não estão baseados nos factos."
Opinião Ucraniana A prioridade principal do Batalhão foi a segurança de estação da rádio, jornais e a proclamação da Independência da Ucrânia.